# Henry Leaf
Henry Meredith Leaf (Scarborough, North Yorkshire, 18 d'octubre de 1862 – Charing Cross, Londres, 23 d'abril de 1931) va ser un jugador de rackets anglès, que va competir a començaments del segle xx.
El 1908 va prendre part en els Jocs Olímpics de Londres, on guanyà la medalla de plata en la prova individual de rackets i la de bronze en la prova de dobles, formant equip amb Evan Noel.
Abans de prendre part en aquests jocs Leaf havia disputat alguns partits de criquet amb el Marylebone Cricket Club i el GJV Weigall's XI.